# Gmina związkowa Lingenfeld
Gmina związkowa Lingenfeld (niem. Verbandsgemeinde Lingenfeld) – gmina związkowa w Niemczech, w kraju związkowym Nadrenia-Palatynat, w powiecie Germersheim. Siedziba gminy związkowej znajduje się w miejscowości Lingenfeld.

## Podział administracyjny
Gmina związkowa zrzesza sześć gmin wiejskich:
1. Freisbach
2. Lingenfeld
3. Lustadt
4. Schwegenheim
5. Weingarten (Pfalz)
6. Westheim (Pfalz)